# Prístavný most
Prístavný most (en français : Pont du port, anciennement Most hrdinov Dukly - Pont des héros de Dukla) est un pont autoroutier emprunté par l'autoroute D1 et ferroviaire, ligne 132, sur le Danube à Bratislava, la capitale de la Slovaquie.